# Lưu Thanh Vân
Lưu Thanh Vân (giản thể: 刘青云; phồn thể: 劉青雲; bính âm: Liú Qīngyún, tiếng Anh: Sean Lau Ching-wan, sinh ngày 16 tháng 2 năm 1964) là một nam diễn viên người Hồng Kông. Trong suốt sự nghiệp của mình, ông đã từng bốn lần giành giải Kim Tượng và một giải Kim Mã cho nam diễn viên chính xuất sắc nhất. 
Khởi đầu sự nghiệp bằng những vai diễn trong các phim truyền hình của hãng TVB, ông dần được biết tới qua các bộ phim hành động của đạo diễn Đỗ Kỳ Phong và Lâm Lĩnh Đông.

## Tiểu sử
Lưu Thanh Vân sinh năm 1964 tại Quảng Đông, Trung Quốc. Sau khi tốt nghiệp khóa 12 diễn xuất 1983 của hãng TVB, anh bắt đầu tham gia các bộ phim truyền hình của hãng như Họa xuất thải hồng (畫出彩虹, 1984) hay Tân trát sư huynh (新紮師兄, 1985). Tân trát sư huynh là bộ phim tạo dựng tên tuổi cho nhiều ngôi sao tương lai của điện ảnh Hồng Kông như Lương Triều Vĩ, Trương Mạn Ngọc, Lưu Gia Linh. Tuy nhiên với nước da ngăm đen và vẻ ngoài không nhiều ấn tượng, Lưu Thanh Vân ít được công chúng chú ý hơn các bạn diễn của mình.
Đến năm 1992, Lưu Thanh Vân mới tỏa sáng nhờ bộ phim truyền hình Đại Thời Đại hợp tác với Trịnh Thiếu Thu, Châu Huệ Mẫn, Lưu Tùng Nhân,... Thành công của bộ phim đã trở thành bàn đạp cho sự nghiệp diễn xuất của anh. Năm 1993, với vai nam chính trong phim kinh dị Ngày 14 Tháng 7, lần đầu tiên anh góp mặt trong danh sách đề cử giải "Nam diễn viên chính xuất sắc nhất" của giải Kim Tượng. Sau đó Lưu Thanh Vân bắt đầu nổi tiếng qua các vai diễn trong những bộ phim hành động của đạo diễn Đỗ Kì Phong như Ám chiến (暗戰, 1999) hay Thần tham (神探, 2007). Cũng trong năm 2007, nhờ vai diễn trong phim điện ảnh Tôi Muốn Thành Danh, Lưu Thanh Vân đã giành Giải thưởng Điện ảnh Hồng Kông (Kim Tượng) lần đầu tiên ở hạng mục Vai nam chính xuất sắc nhất (Ảnh đế) sau nhiều lần đề cử. Đến năm 2012, Lưu Thanh Vân đăng quang Ảnh đế Kim Mã tại Liên hoan phim điện ảnh Kim Mã lần thứ 49 (Đài Loan) nhờ bộ phim Đoạt mệnh kim. Năm 2015, lần thứ 2 anh đăng quang Ảnh đế Kim Tượng với phim Thiết Thính Phong Vân 3.
Về đời tư, Lưu Thanh Vân và bà xã Quách Ái Minh quen biết nhau lần đầu tiên vào năm 1992 khi cả hai cùng hợp tác trong bộ phim Đại Thời Đại của TVB. Thời điểm đó, Lưu Thanh Vân chỉ là diễn viên mới có chút tiếng tăm của đài TVB, anh tốt nghiệp hết cấp 3, nhà nghèo. Còn Quách Ái Minh khi đó vừa đăng quang Hoa hậu Hongkong, lại lớn lên trong gia đình giàu có, giỏi tiếng Anh, biết cưỡi ngựa, là thạc sĩ ngành Kỹ thuật Cơ khí tại Mỹ và từng làm việc bán thời gian tại NASA. Nên dù có tình ý với Quách Ái Minh nhưng hiểu được hoàn cảnh của mình, anh không dám bày tỏ với cô.
Chỉ đến khi Châu Huệ Mẫn - bạn diễn của cả hai trong Đại thời đại biết được tình cảm khó nói của Lưu Thanh Vân, cô mới mời cả hai đi xem buổi hòa nhạc của mình để gắn kết tình cảm cặp đôi. Sau buổi hòa nhạc, Lưu Thanh Vân lấy hết can đảm để mời Quách Ái Minh đi ăn tối. Thời điểm đó, nam diễn viên thậm chí không có xe hơi, anh đề nghị Quách Ái Minh đến đón mình đi ăn. Sau này anh hỏi vì sao vợ chịu đến đón mình thì Quách Ái Minh trả lời rằng nghĩ Lưu Thanh Vân hẹn gặp mình để mượn tiền vì bình thường hai người không nói chuyện gì với nhau nhưng anh lại gọi điện hẹn thì chắc chắn có vấn đề.
Cả hai đến với nhau với tình cảm mộc mạc dù gặp phải nhiều khác biệt về nền tảng gia đình. Chính vì thế, khi công khai yêu nhau vào năm 1992, Lưu Thanh Vân và Quách Ái Minh bị nhiều người đàm tiếu. Vì theo quan điểm của không ít khán giả bấy giờ, tài tử nghèo không xứng với hoa hậu cả về học vấn, gia thế, tiền đồ. Nhưng vượt lên tất cả, chuyện tình của họ không bị ảnh hưởng bởi những lời so sánh, đàm tiếu. Năm 1993, cả hai sang Mỹ để Lưu Thanh Vân ra mắt bố mẹ Quách Ái Minh. Trên máy bay, nam diễn viên ra tối hậu thư: "Hoặc là em đồng ý lấy anh, hoặc là anh mở cửa sổ", Quách Ái Minh đùa rằng khi đó cô đồng ý vì lo cho tính mạng của hành khách trên máy bay. Cũng năm đó tại Mỹ, hai người đã đăng kí kết hôn. Đến năm 1998, họ tổ chức đám cưới sau hơn 5 năm yêu nhau.
Lưu Thanh Vân được nhận xét là người đàn ông có vẻ ngoài lạnh lùng, nhưng lại có trái tim ấm áp, yêu chiều vợ hết mực. Quách Ái Minh cũng chính là mối tình duy nhất của anh từ trước đến nay. Khi ở bên nhau, Quách Ái Minh và Lưu Thanh Vân luôn song hành, nếu nữ diễn viên phải đi diễn, Lưu Thanh Vân luôn chở vợ đi. Quách Ái Minh cũng thường đến phim trường chăm sóc Lưu Thanh Vân. Chỉ có một lần duy nhất là khi quay bộ phim Hy Mã Lạp a tinh, vì lo lắng Ấn Độ không an toàn nên Lưu Thanh Vân mới để vợ ở nhà.
Sau bộ phim Đại Thời Đại (1992), hai vợ chồng anh còn hợp tác ở phim điện ảnh kinh dị Mục Lộ Hung Quang (1999) và bộ phim truyền hình cuối cùng của anh cho đến nay: Cuộc Chiến Thế Kỷ (2000) của đài ATV, đây được xem là phần tiếp theo của bộ phim Đại Thời Đại trước đó của TVB. Cũng từ bộ phim này, anh tuyên bố sẽ không đóng phim cùng với bà xã nữa.
Từ năm 2000 trở đi, Lưu Thanh Vân chỉ tập trung đóng phim điện ảnh và dần khẳng định được tài năng, trở thành tài tử hàng đầu Hong Kong với các phim Ám chiến, Tân bất liễu tình, Đoạt mệnh kim, Thiết thính phong vân (I,II,III), Thần thám, Viên đạn biến mất... Bao nhiêu năm cố gắng cuối cùng anh cũng được đền đáp bằng các thành tựu: hai lần đoạt danh hiệu Ảnh đế Kim Tượng và một lần đạt giải Ảnh đế Kim Mã. Các giải thưởng cũng thay anh chứng minh cho những người từng mỉa mai anh khi xưa rằng Quách Ái Minh chọn anh là một quyết định chính xác.
Năm 2015, khi đạt danh hiệu Ảnh đế lần thứ 2 tại Kim Tượng, Lưu Thanh Vân đã đứng trên sân khấu trải hết lòng mình thổ lộ với bà xã rằng: "Bất cứ lúc nào anh cố lái phi thuyền của mình đến một hành tinh khác, em vẫn luôn có biện pháp để anh quay về Trái Đất này an toàn". Và anh cũng đã thành lập một công ty đặt tên là Tiểu Phi Thuyền, tượng trưng cho bà xã mình.
Cho đến nay, Lưu Thanh Vân và Quách Ái Minh vẫn rất mặn nồng và được xem là đôi vợ chồng kiểu mẫu của làng giải trí Hồng Kông.

## Các phim truyền hình
- Anh hùng xạ điêu (1983)
- Bắc đẩu song hùng (1983)
- Thần điêu đại hiệp (1983)
- Lệnh thánh hỏa kỳ (1984)
- Ma vực đào nguyên (1984)
- Huyết chiến huyền võ môn (1984)
- Lộc đỉnh ký (1984)
- Tiếu ngạo giang hồ (1984)
- Cảnh sát mới ra trường (1984)
- Họa xuất thải hồng (1984)
- Đại hương cảng (1985)
- Hoàng đế Càn Long (1985)
- Tuyết sơn phi hồ (1985)
- Cảnh sát mới ra trường p2 (1985)
- Đồ long ỷ thiên kiếm (1986)
- Thuyết đường (1987)
- Thanh kiếm rồng (1987)
- Thành cát tư hãn (1987)
- Thái bình thiên quốc (1988)
- Truy tìm kho báu (1988)
- Gió bão vùng Thượng Hải (1989)
- Thuyết huyết trận kỳ môn (1989)
- Mẹ vợ và con rể (1989)
- Đôi Bửu Quỷ Quyệt (1990)
- Ngày Tháng Buồn (1990)
- Thủy Hương Nguy Tình (1990)
- Người Nơi Biên Giới (1990)
- Dự Lang Cung Vũ (1991)
- Đại thời đại(1992)
- Cuộc chiến thế kỷ (2000)

## Phim điện ảnh
- "Câu chuyện cảnh sát (1988)
- "Tình nhân nguy hiểm (1992)
- "Hiện đại hào hiệp truyện (1993)
- "Tân bất liễu tình (1993)
- "Vô vị thần tham (1995)
- "The Golden Girls (1995)
- "Sắc nam tình nữ (1996)
- "Mặt nạ đen (1996)
- "Đại Tam Nguyên (1996)
- "Nhất cá tự đầu đích đản sinh (1997)
- "Thập vạn hỏa cấp (1997)
- "Phi thường đột nhiên (1998)
- "Ám Hoa (1998)
- "Chân tâm anh hùng (1998)
- Mục lộ hung quang (1999)
- Hội Tam Hiệp (1999)
- Tái kiến A Lang (1999)
- Giây phút đoạt mệnh (1999)
- Lunch with Charles (2001)
- Giây phút đoạt mệnh 2 (2001)
- Chuyên gia đồ lót (2001)
- Tâm niệm phát tài (2002)
- Baby tuyệt hảo (2002)
- Mắt trái gặp ma (2002)
- 1:99 Shorts (2003)
- Không Thể Quên (2003)
- Luyến tình gối cánh (2003)
- Hắc bạch sâm lâm (2003)
- Tình yêu và tình thân (2004)
- Cô nàng quyến rũ (2004)
- Driving Miss Wealthy (2004)
- Trái tim ngoại tình (2004)
- 3 Nguyện Vọng (2004)
- Hi Mã Lạp a tinh (2005)
- Cô gái thích mua sắm (2006)
- Tôi muốn thành danh (2006)
- Mật vụ điên (2007)
- Thiết thính phong vân (2009)
- Written By (2009)
- Bộc Khắc Vương (2009)
- Đoạt mệnh kim (2011)
- Thiết thính phong vân 2 (2011)
- Truy hung (2012)
- Đại ma thuật sư (2012)
- Viên đạn biến mất (2012)
- Thoát khỏi biển lửa (2013)
- Cuộc chiến á phiện (2013)
- Thiết thính phong vân 3 (2014)
- Bạo phong ngữ (2014)
- Tam Thành Ký (2015)
- Hung thủ biến mất (2015)
- Huyết chiến (2016)
- Kinh thiên phá (2016)
- Độc Giới (2017)
- Sóng gió chính trường (2019)
- Thần thám đại chiến (2022)
- Bão trắng 3: Thiên đàng hay địa ngục (2023)